# Ozarba hypoxanthana
Ozarba hypoxanthana là một loài bướm đêm trong họ Noctuidae.